# Klubblansmossa
Klubblansmossa (Didymodon johansenii) är en bladmossart som beskrevs av H. Crum 1969. Klubblansmossa ingår i släktet lansmossor, och familjen Pottiaceae. Arten har ej påträffats i Sverige. Inga underarter finns listade i Catalogue of Life.